# Сен-Сирг (Тарн)
Сен-Сирг (фр. Saint-Cirgue, окс. Sent Cirgue) — коммуна во Франции, находится в регионе Юг — Пиренеи. Департамент — Тарн. Входит в состав кантона Кармо-1 Ле-Сегала. Округ коммуны — Альби.
Код INSEE коммуны — 81247.

## География

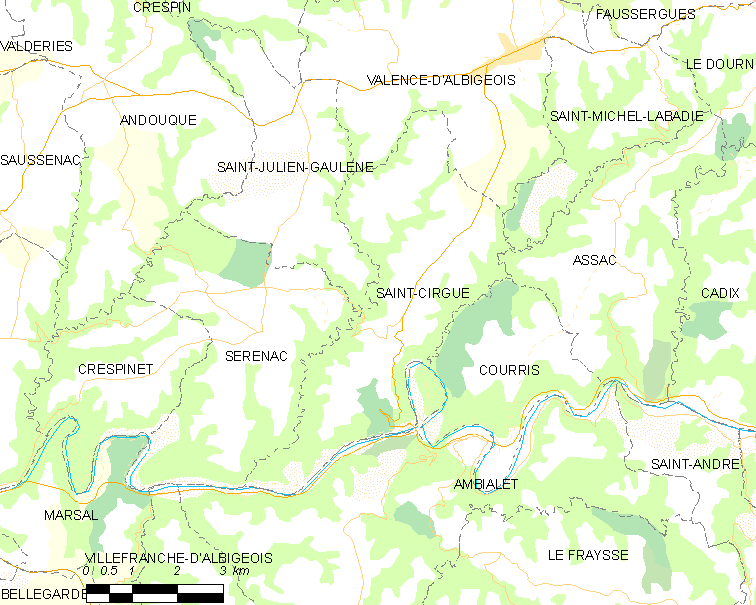
Карта коммуны

Коммуна расположена приблизительно в 550 км к югу от Парижа, в 85 км северо-восточнее Тулузы, в 19 км к востоку от Альби.
На юге коммуны протекает река Тарн.

## Климат
Климат умеренно-океанический. Зима мягкая и дождливая, лето жаркое с частыми грозами. Ветры довольно редки.

## Население
Население коммуны на 2010 год составляло 219 человек.
| 1962 | 1968 | 1975 | 1982 | 1990 | 1999 | 2010 |
| ---- | ---- | ---- | ---- | ---- | ---- | ---- |
| 341  | 312  | 308  | 254  | 220  | 195  | 219  |

## Администрация
| Период | Период | Фамилия          | Партия | Примечания |
| ------ | ------ | ---------------- | ------ | ---------- |
| 2001   | 2014   | Жан-Клод Лавернь |        |            |
| 2014   | 2020   | Женевьев Тома    |        |            |

## Экономика
В 2007 году среди 124 человек в трудоспособном возрасте (15—64 лет) 84 были экономически активными, 40 — неактивными (показатель активности — 67,7 %, в 1999 году было 61,9 %). Из 84 активных работали 79 человек (45 мужчин и 34 женщины), безработных было 5 (2 мужчин и 3 женщины). Среди 40 неактивных 10 человек были учениками или студентами, 12 — пенсионерами, 18 были неактивными по другим причинам.